# أندي موليغان
أندي موليغان (بالإنجليزية: Andy Mulligan)‏ هو كاتب بريطاني، ولد في 20 مارس 1966 في لندن الكبرى في المملكة المتحدة.

## وصلات خارجية
- الموقع الرسمي
- أندي موليغان على موقع IMDb (الإنجليزية)
- أندي موليغان على موقع قاعدة بيانات الفيلم (الإنجليزية)